# Герб Воловця
Герб Воловця затверджений рішенням сесії селищної ради. Герб є промовистим.

## Опис
У лазуровому щиті зелені гори, обтяжені лазуровим потоком, що розширюється донизу, супроводжувані зверху двома срібними хмарами. Поверх усього срібний віл. На срібній планці над щитком напис золотими літерами "ВОЛОВЕЦЬ"..

## Історія

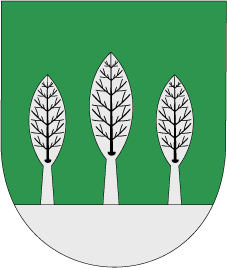
Герб австрійського періоду

Герб австрійського періоду. У зеленому щиті зі срібною базою три срібних дерева з чорними гілками, середнє вище.